# Ataxia crypta
Ataxia crypta là một loài bọ cánh cứng trong họ Cerambycidae.